# Neanthessius
Neanthessius is een geslacht van eenoogkreeftjes uit de familie van de Anthessiidae. De wetenschappelijke naam van het geslacht is voor het eerst geldig gepubliceerd in 1976 door Izawa.

## Soorten
- Neanthessius renicolis Izawa, 1976